# Kościół Wszystkich Świętych w Pszczynie
Kościół Wszystkich Świętych w Pszczynie – rzymskokatolicka świątynia, o której pierwsza wzmianka pochodzi z 1326 roku.

## Historia
Po groźnym pożarze miasta w 1622 roku świątynię odbudował Jerzy Walentyn Meyer z Morawskiej Ostrawy. W kolejnym pożarze miasta w 1748 roku budynek kościoła spłonął niemal całkowicie. Odbudowa po pożarze, ukończona w 1754 roku, tym razem przebiegała pod kierunkiem nadwornego architekta Promnitzów, Christiana Jähne. Nową świątynię wzniesiono wykorzystując mury starej. Kościół odnawiano w 1791 roku (pod kierunkiem majstra murarskiego Gawrona), a później jeszcze kilkakrotnie przebudowywano. W 1814 r. przy odnowieniu budowli pracowali majstrowie Weicht, Pinkawa i Michalik. W 1849 roku nadbudowano wieżę, w latach 1930-1931 dobudowano boczną kaplicę od strony południowej i zakrystię od strony północnej. W czasie restauracji w 1957 r. zniszczono dekorację stiukową stropu nawy i prezbiterium, wykonaną w XVIII wieku przez pochodzącego z Bielska Antoniego Haila.

## Architektura i wnętrze kościoła
Kościół orientowany. Murowany, potynkowany. Po wielu przebudowach, które zatarły cechy pierwotnego, późnobarokowego projektu, świątynia nie należy do zabytków wysokiej klasy. Ma trójboczne zamknięcie prezbiterium, do którego od północy przylegają kaplica z 1692 roku z kryptą oraz zakrystia wzniesiona w 1931 r., a od południa nowsza kaplica z emporą. Nad nawą dach siodłowy, nad kaplicami dachy trójspadowe. Na kalenicy nawy sześcioboczna wieżyczka na sygnaturkę z latarnią. Od zachodu przylega do nawy wysoka kwadratowa wieża o ścianach poszerzonych w przyziemiu. Wyższa kondygnacja wieży, z półkoliście zamkniętymi oknami, zwieńczona jest wydatnym, profilowanym gzymsem. Najwyższa kondygnacja wieży ośmioboczna, również zwieńczona gzymsem, nad nim tarcze zegarowe. Hełm wieży baniasty z ośmioboczną latarnią. W południowo-wschodnim narożniku, między nawą a wieżą, przybudówka mieszcząca schody.
Prostokątną nawę kościelną i prezbiterium przykrywa wspólny sufit z fasetą. Tęcza zaakcentowana kompozytowymi pilastrami, podtrzymującymi belkowanie z gzymsem obiegającym kościół. Okna w prezbiterium zamknięte półkoliście, w nawie łukami spłaszczonymi. We wnętrzu przyciąga wzrok przede wszystkim późnobarokowy, dwupoziomowy, drewniany chór muzyczny z XVIII wieku, wsparty na sześciu okrągłych słupach. Jego wklęsłowypukłe parapety, wybiegające na ściany boczne nawy, są dekorowane płycinami. Na górnej kondygnacji znajdują się organy, wykonane przez Stanisława Stankiewicza z Zatora, ufundowane przez Józefa ze Zborowa Zborowskiego, właściciela Ćwiklic, zaś sam chór ozdobiono polichromiami z motywami kwiatowymi.
Ciekawym obiektem w kościele jest późnobarokowy, kulisowy ołtarz główny z XVIII stulecia. Jego ozdobą jest obraz olejny z adoracją św. Trójcy przez wszystkich świętych, z 1815 roku, pędzla Franciszka Frümla z Fulneku, jak również rzeźby św. Piotra, Pawła, Augustyna, Ambrożego i aniołów w głównej kondygnacji. Dwa ołtarze boczne z przełomu XVIII i XIX wieku, również o charakterze późnobarokowym, wykonane przez H. Waismana z Frydku. W ołtarzu po lewej umieszczono otaczany czcią, co dzień odsłaniany uroczyście obraz Matki Boskiej Przedziwnej, zwanej też Pszczyńską, z 1764 roku, zamówiony u Jana Adermanna z Żar, któremu za jego wykonanie zapłacono 1 000 talarów. W prawym ołtarzu umieszczony jest barokowy obraz św. Jana Nepomucena. Pięknie prezentuje się też wczesnobarokowa kuta krata z XVII wieku, zamykająca wejście do północnej kaplicy Matki Boskiej Różańcowej, ufundowanej w 1690 roku przez ks. proboszcza Franciszka Jana Szafrańskiego. W czasie ostatniej renowacji odkryto w niej m.in. polichromie sklepienia. Ponadto znajduje się w niej cenna chrzcielnica z XVIII wieku. Z tego samego wieku pochodzi drewniana, polichromowana figura Chrystusa „Ecce Homo”, umieszczona w kruchcie kościoła i chroniona współczesną kratą.
W wieży na dwóch poziomach wiszą cztery dzwony. Dwa z nich zostały odlane w 1651 r., z fundacji Franciszka Hermana Promnitza, o analogicznej dekoracji zawierającej plakiety heraldyczne. Dwa mniejsze dzwony odlano w Ludwisarni Felczyńskich, w Taciszowie. Dzwony ważą kolejno ok. 270, 600, 650 i 1100 kg.

## Sarkofagi z kościoła Wszystkich Świętych w Pszczynie
Pod kościołem znajduje się krypta, w której złożone zostały doczesne szczątki panów na Pszczynie, pochodzących z rodu Promnitzów. Spoczęło tam trzynastu członków rodu. W 2007 r. po raz pierwszy po II wojnie światowej do krypty weszli archeolodzy, antropolog i konserwatorzy. Podjęto konserwację znajdujących się tam sarkofagów.

## Koncerty
W kościele Wszystkich Świętych często odbywają się koncerty: trzykrotnie występowała tu jedna z najlepszych orkiestr kameralnych na świecie – Sinfonia Varsovia, regularnie odbywają się koncerty organowe, wielkopostne i bożonarodzeniowe, a od 2004 roku także koncerty w ramach Festiwalu Muzyki Kameralnej „Musica da Chiesa” organizowanego przez Pszczyńskie Towarzystwo Muzyczne „Con fuoco”.

## Galeria

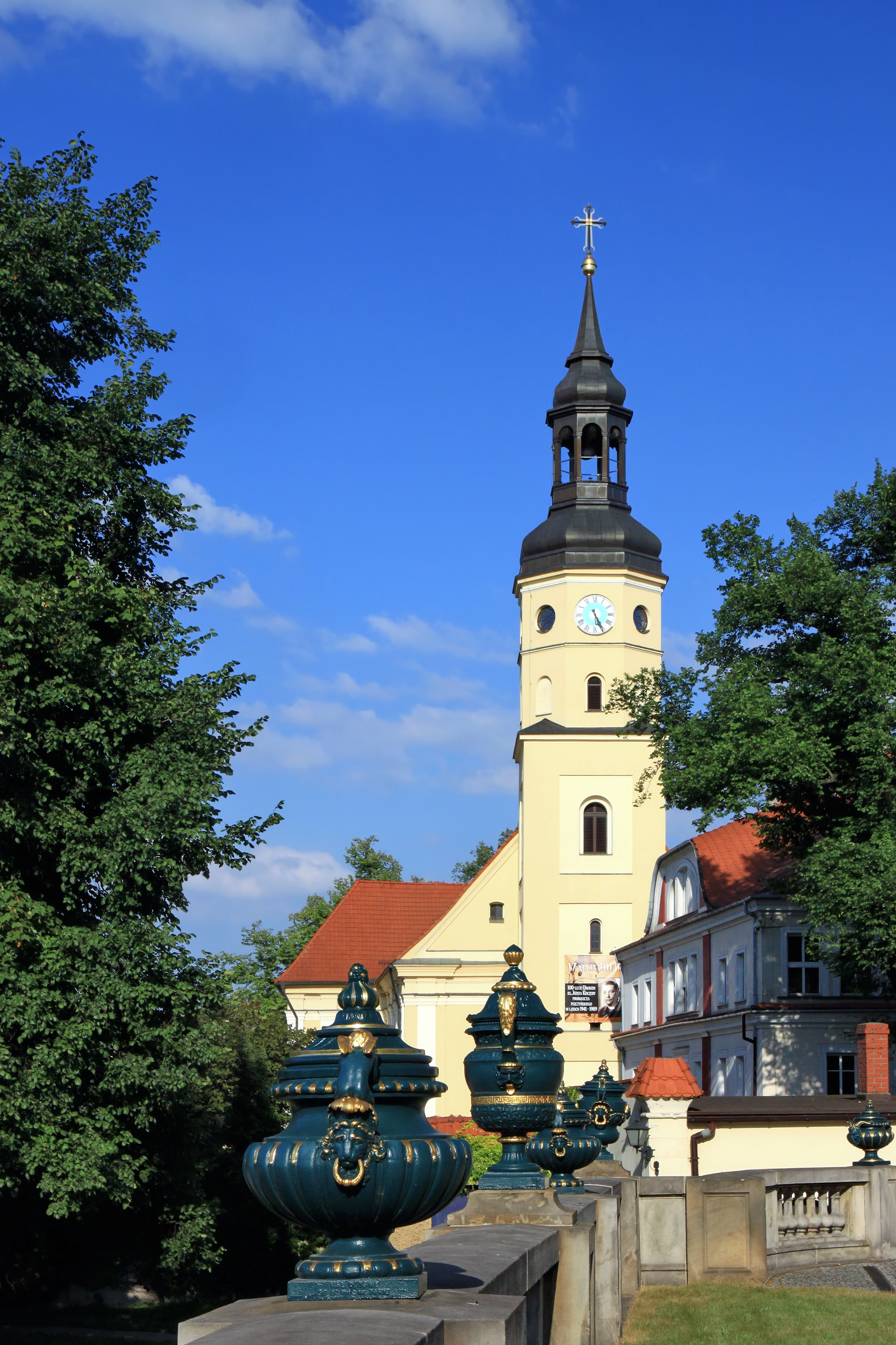
Kościół ze strony zamku
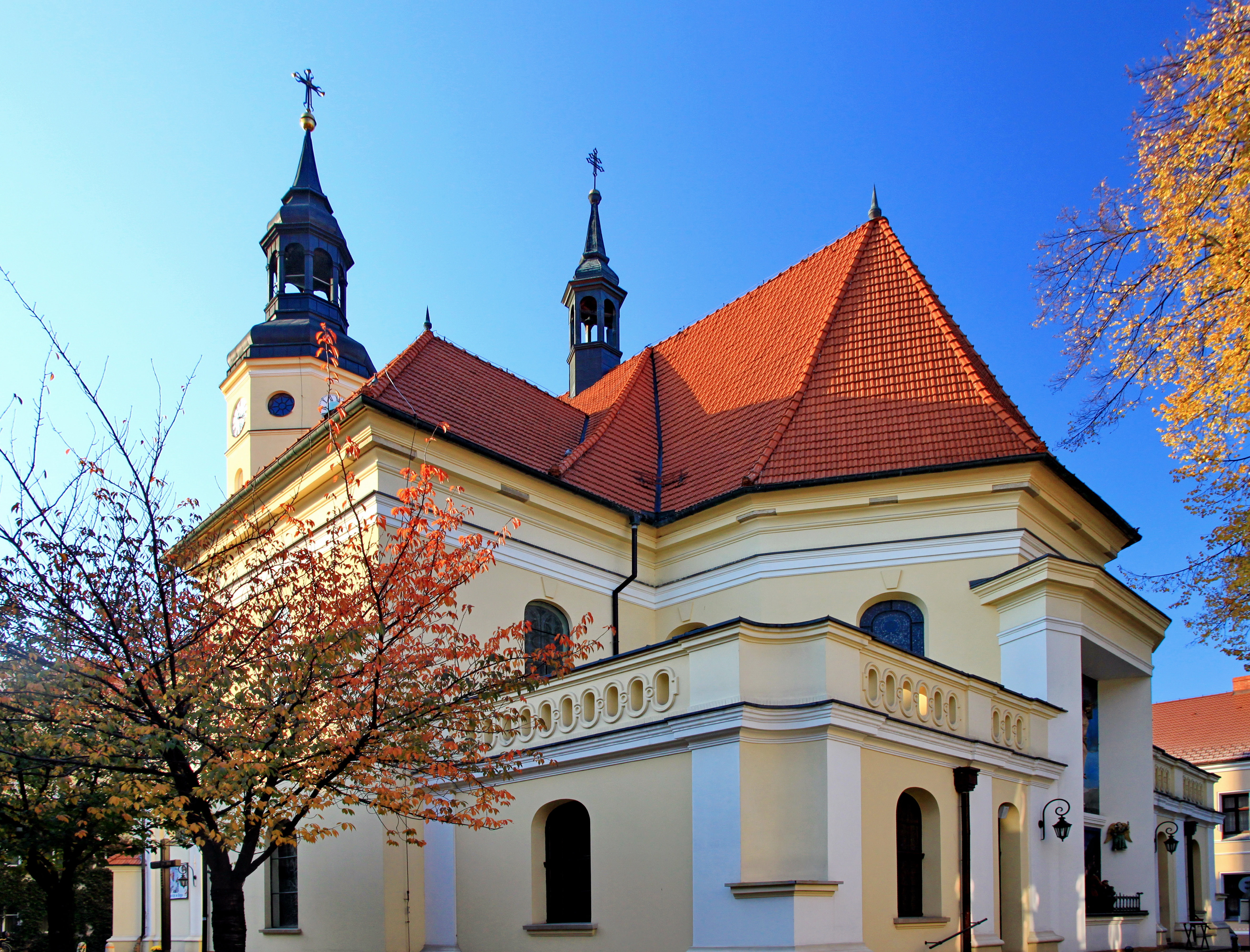
Kościół ze strony placu
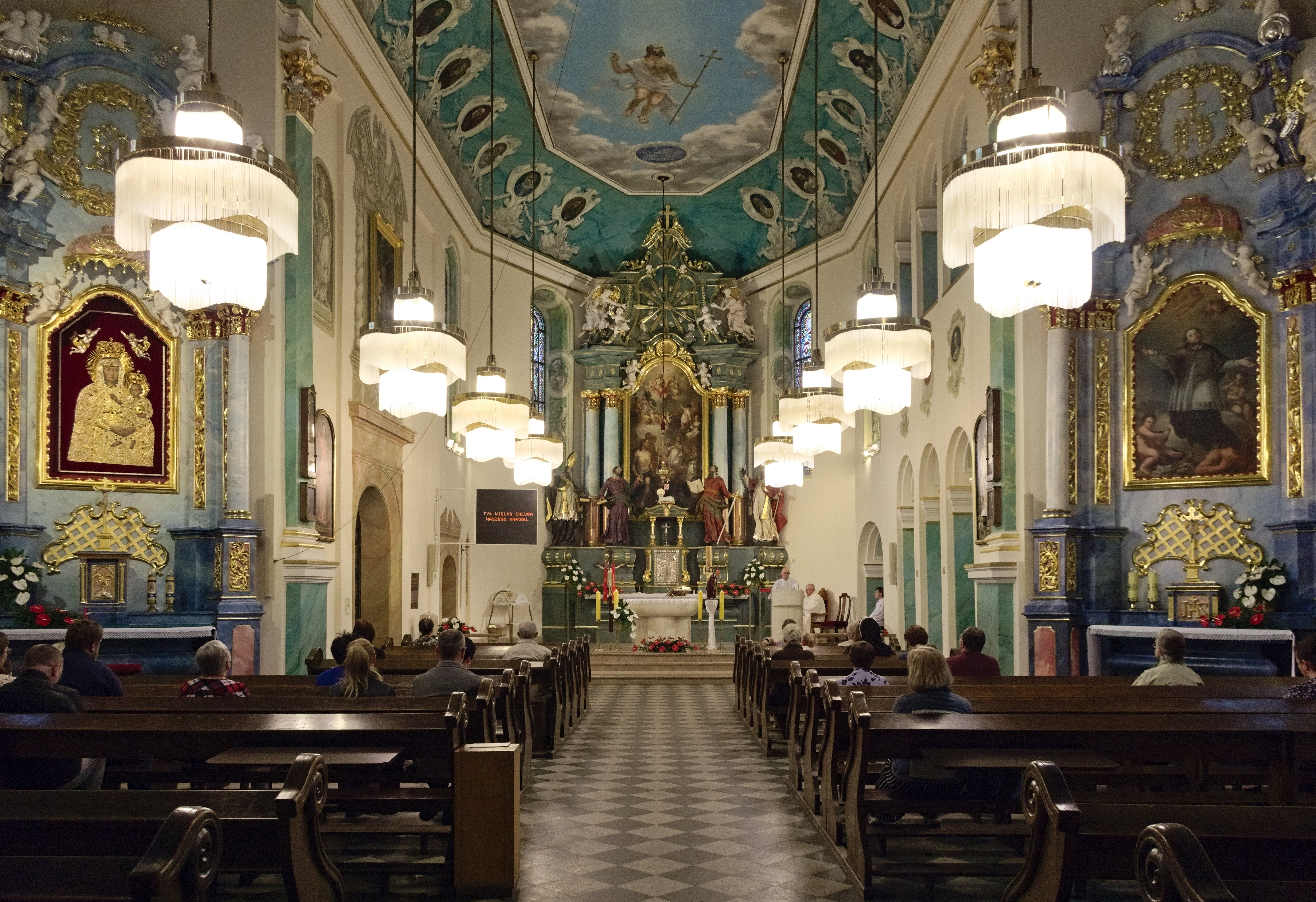
Wnętrze
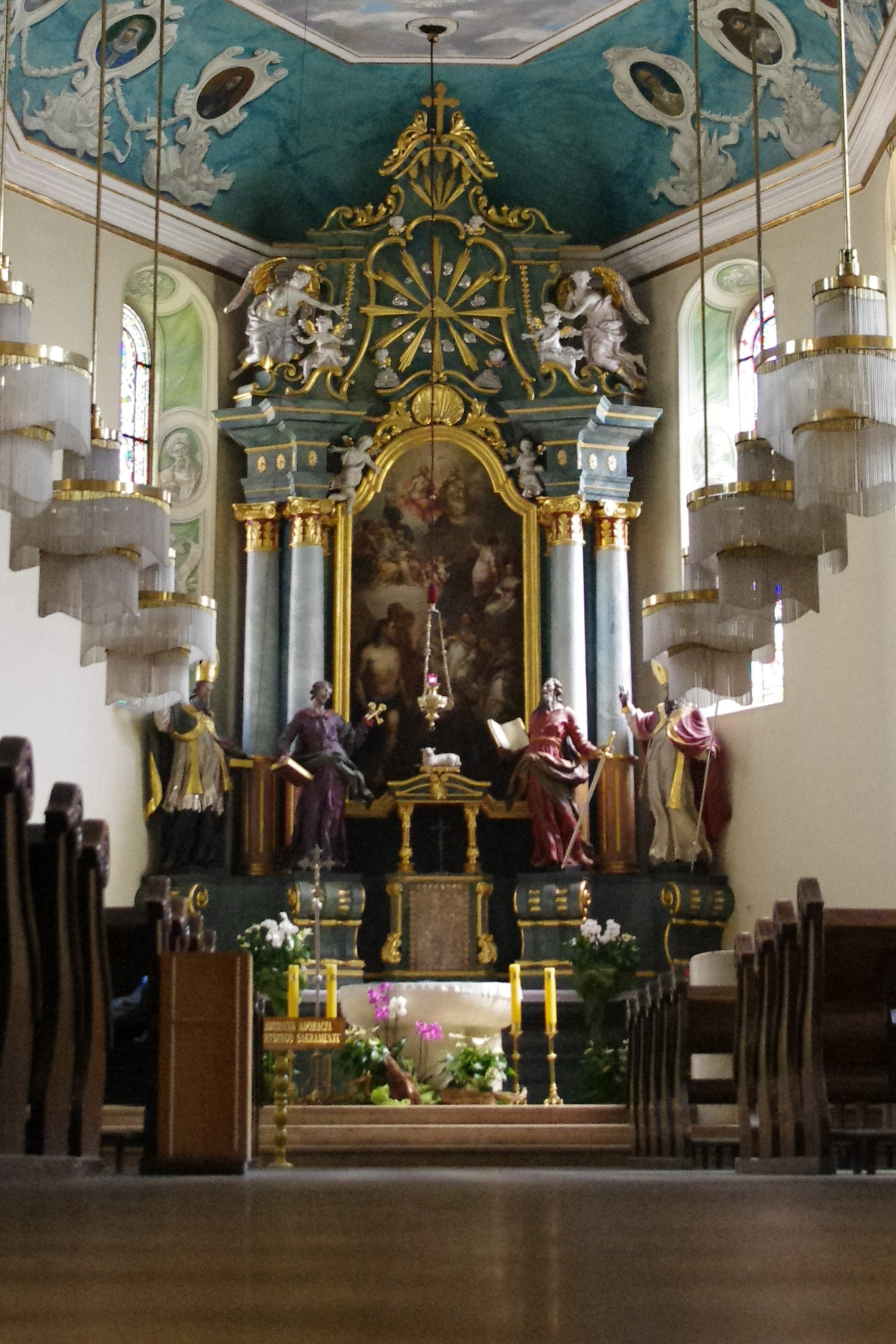
Główny ołtarz
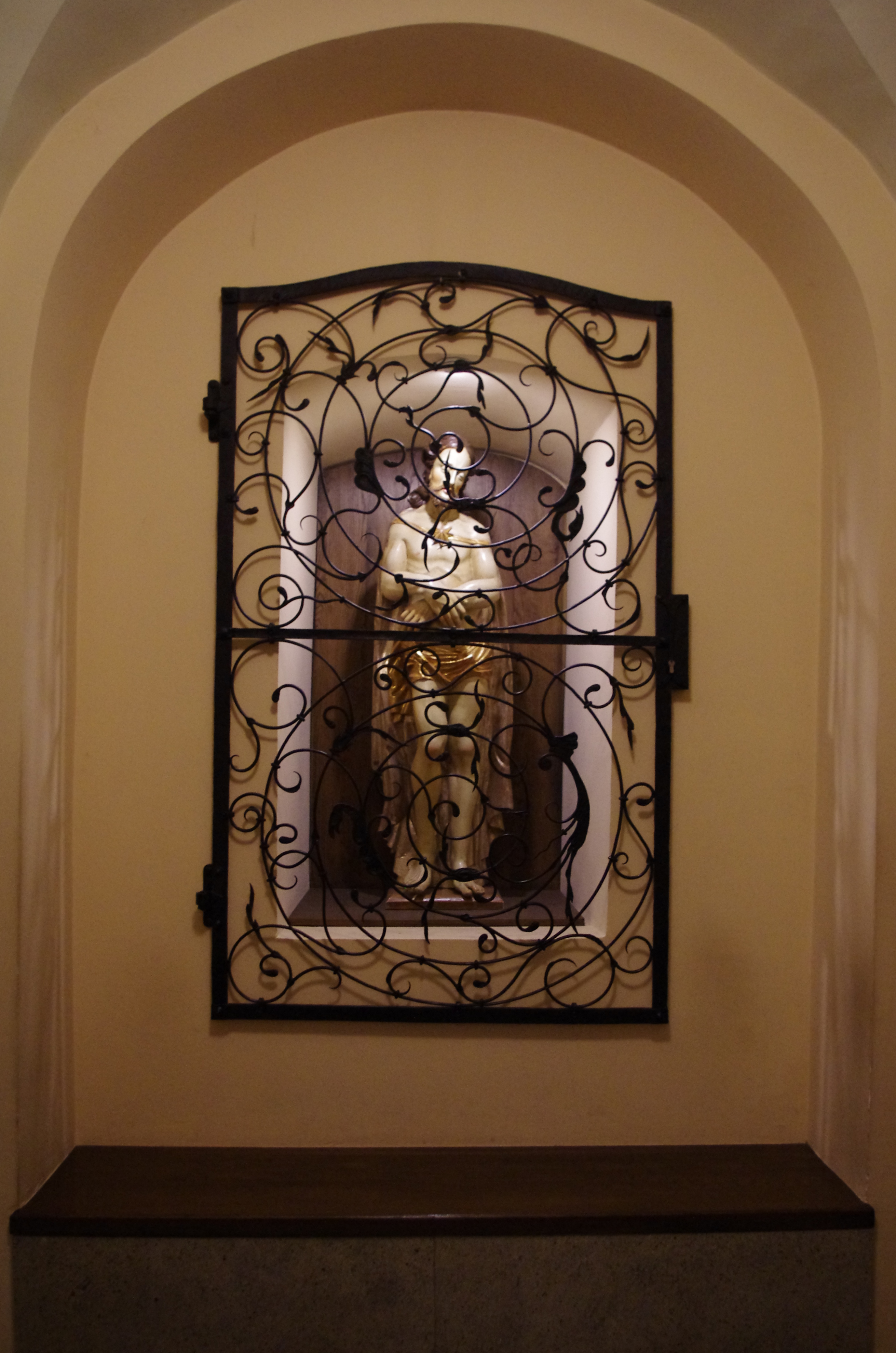
Statua „Ecce Homo” w kruchcie
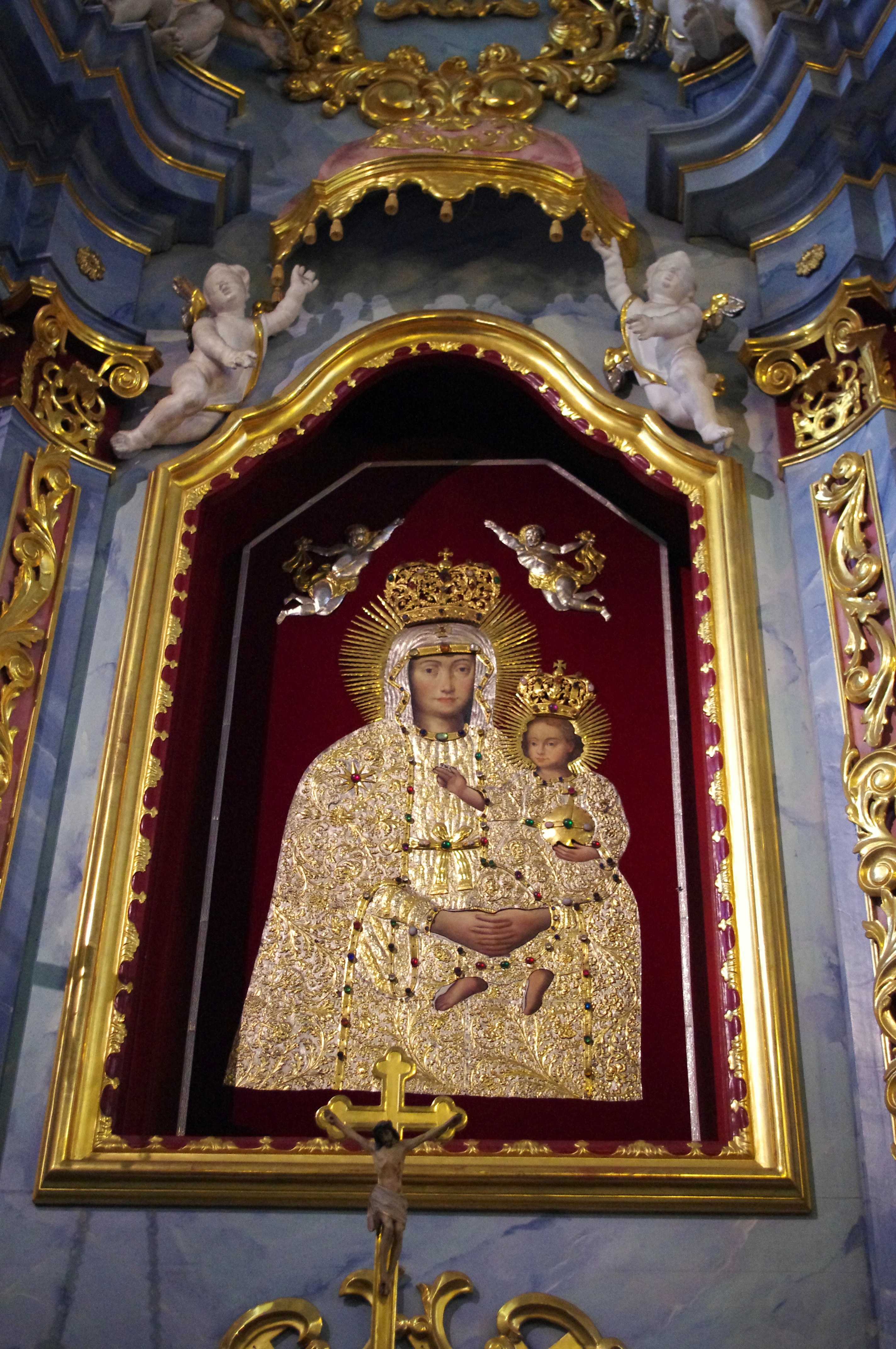
Obraz Matki Bożej Pszczyńskiej
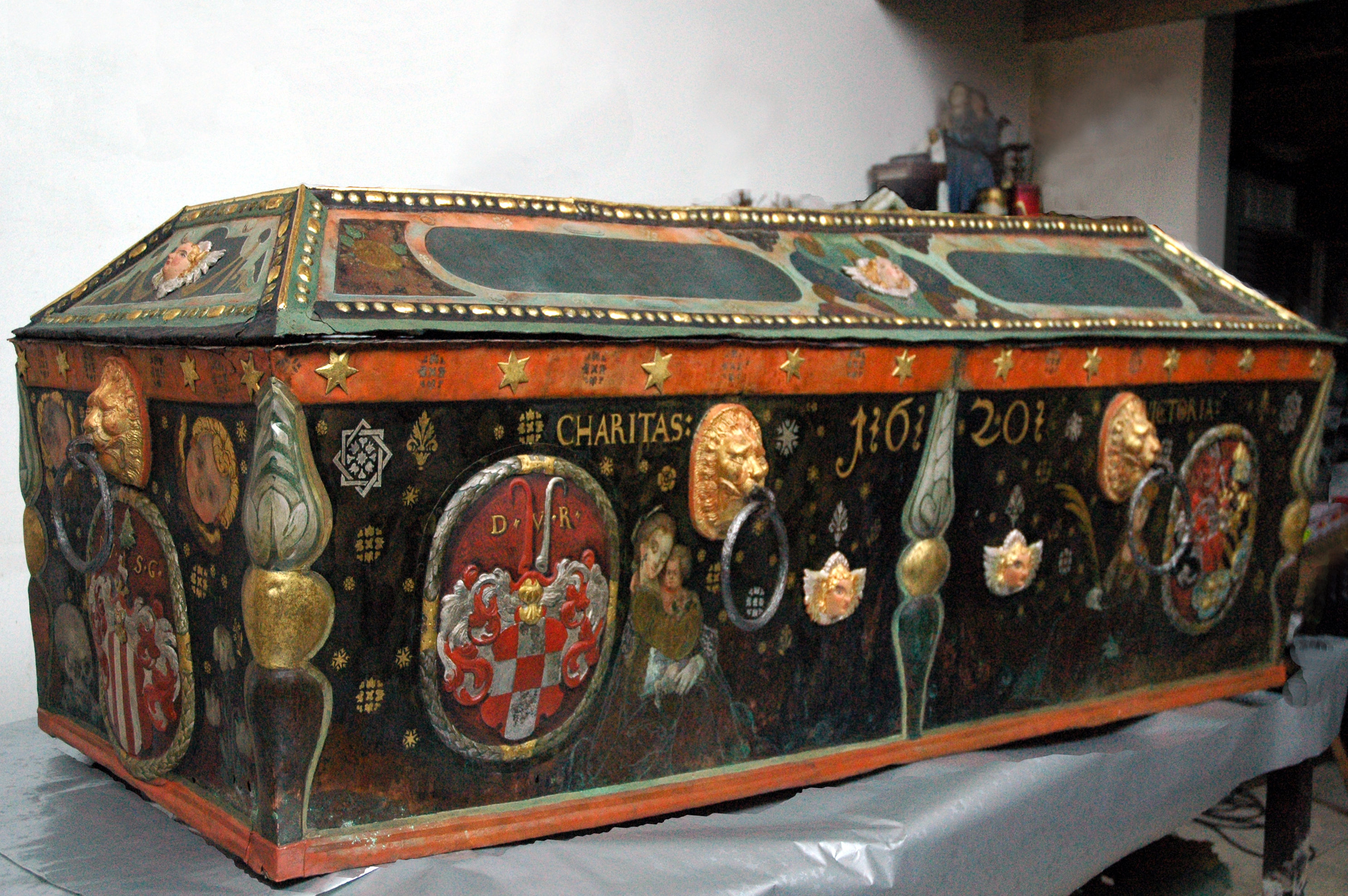
Sarkofag Anny Marii von Promnitz